# West Air
West Airlines Co. Ltd. (cinese semplificato: 西部 航空 责任 公司; cinese tradizionale: 西部 航空 責任 公司; pinyin: Xībù Hángkōng Zérèn Gōngsī), operante come West Air, è una compagnia aerea low cost con sede nella New North Zone a Chongqing in Cina.
Gestisce voli di linea passeggeri con destinazioni sia nazionali che internazionali dal suo hub, l'aeroporto internazionale di Chongqing Jiangbei. La società è stata fondata nel marzo 2006 dalla Hainan Airlines, iniziando i voli di linea il 14 luglio 2010. La compagnia aerea è uno dei quattro membri fondatori della U-FLY Alliance.
Il 4 febbraio 2016 la West Air ha effettuato il suo primo volo internazionale, tra Chongqing e Singapore.

## Flotta

### Flotta attuale

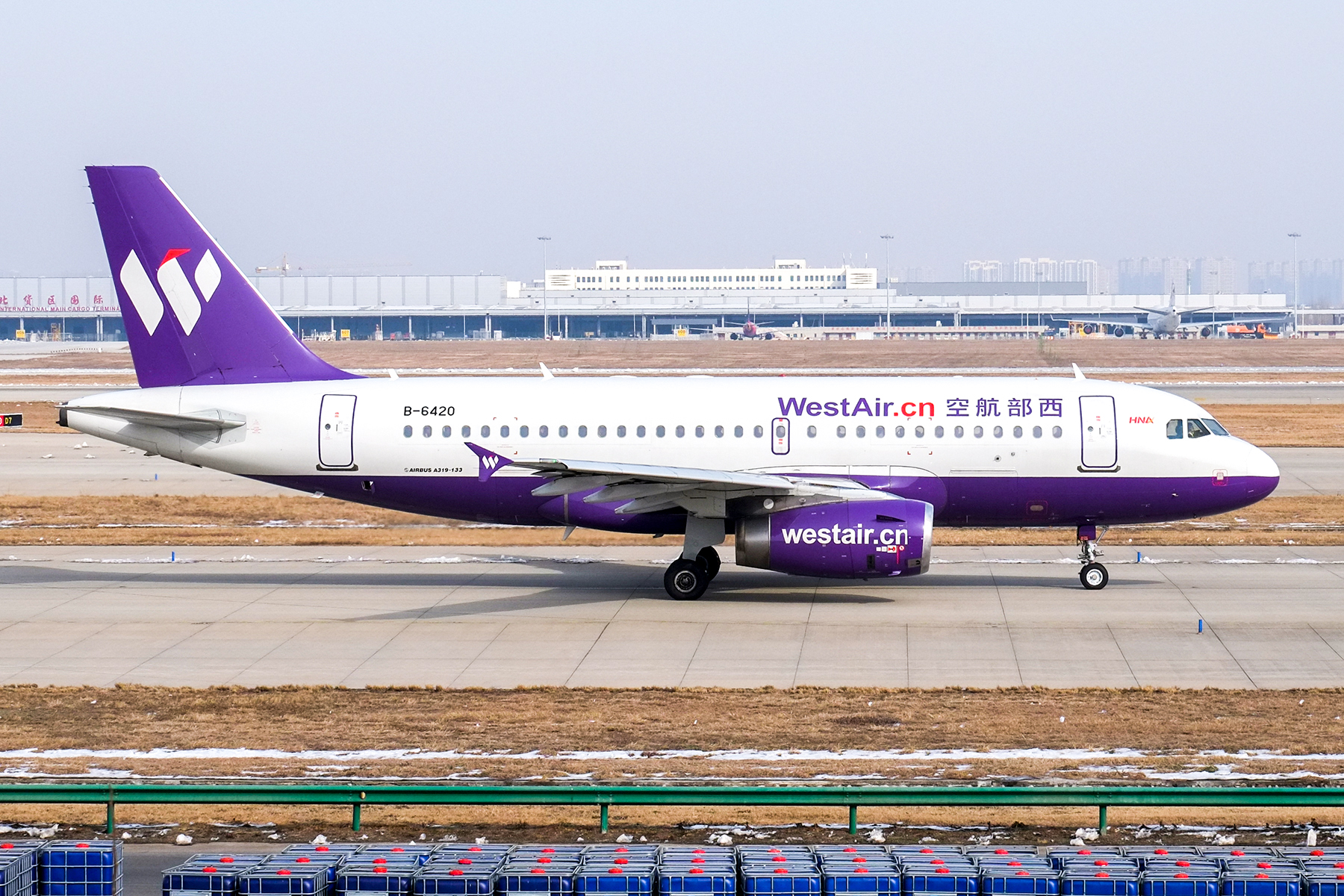
Un Airbus A319-100.

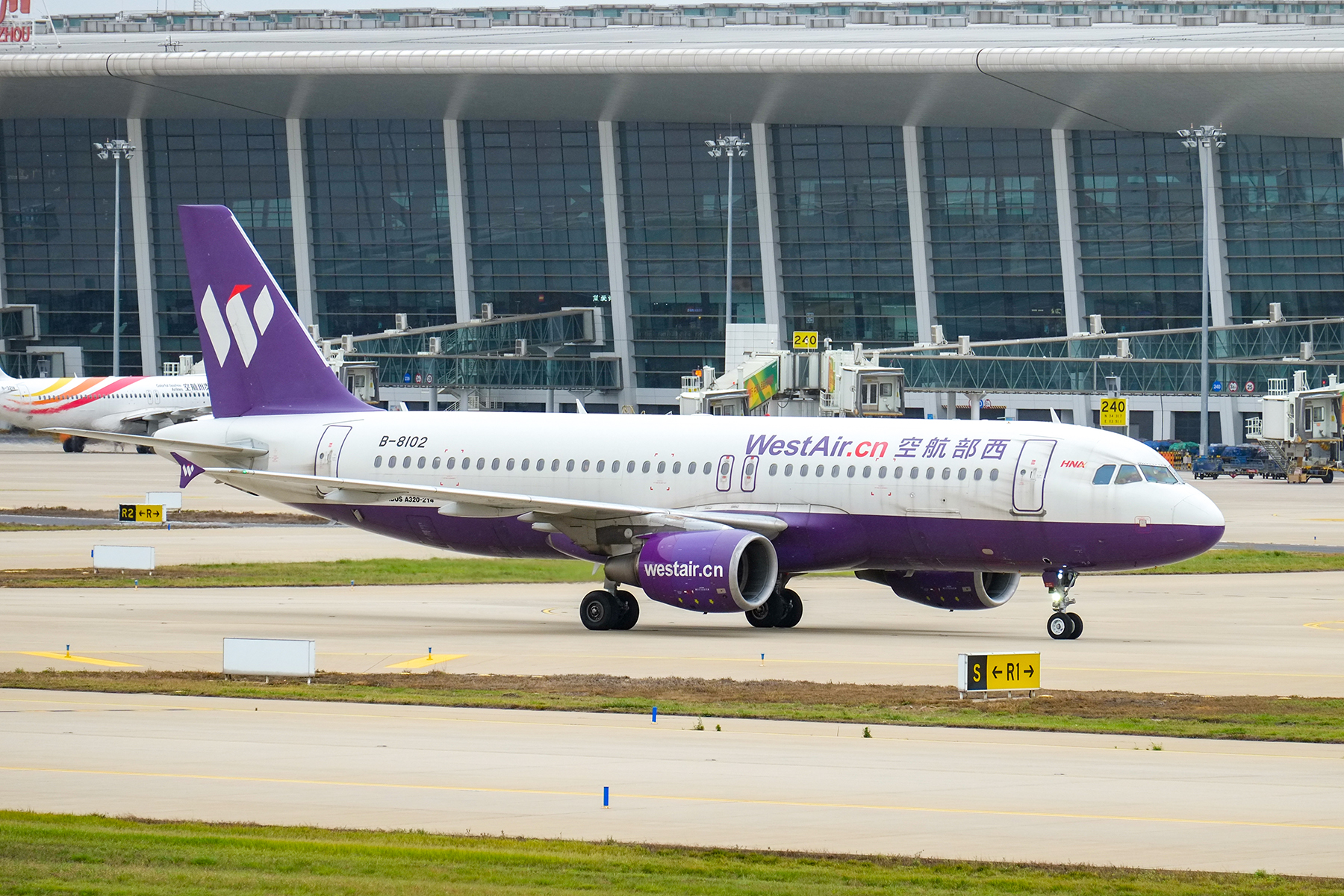
Un Airbus A320-200.

A marzo 2024, la flotta di West Air è composta dai seguenti aerei:

### Flotta storica
Nel corso dagli anni, West Air ha operato con i seguenti aeromobili: